# Lasioloma
Lasioloma is een geslacht van korstmossen behorend tot de familie Byssolomataceae. De typesoort is Lasioloma arachnoideum.

## Soorten
Volgens Index Fungorum bevat het geslacht 12 soorten (peildatum december 2021):
| Soortnaam                | Auteur(s)                  | Publicatiejaar |
| ------------------------ | -------------------------- | -------------- |
| Lasioloma antillarum     | Lücking, Högnabba & Sipman | 2021           |
| Lasioloma appendiculatum | Breuss                     | 2002           |
| Lasioloma arachnoideum   | (Kremp.) R. Sant.          | 1952           |
| Lasioloma corticola      | P.M. McCarthy              | 2020           |
| Lasioloma heliotropicum  | Bat. & M.P. Herrera        | 1964           |
| Lasioloma inexspectatum  | R. Sant. & Lücking         | 1999           |
| Lasioloma pauciseptatum  | van den Boom               | 2018           |
| Lasioloma phycophilum    | (Vain.) R. Sant.           | 1952           |
| Lasioloma phycophorum    | (Vain.) R. Sant.           | 1952           |
| Lasioloma spinosum       | Hafellner & Vězda          | 1994           |
| Lasioloma stephanellum   | (Nyl.) Lücking & Sérus.    | 2001           |
| Lasioloma trichophorum   | (Vain.) R. Sant.           | 1952           |